# William Young Sellar

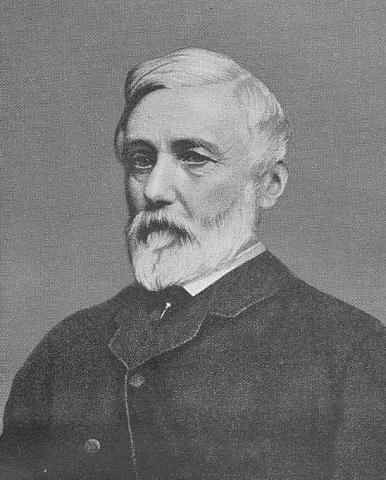
William Young Sellar

William Young Sellar (* 22. Februar 1825 Morvich, Sutherlandshire; † 12. Oktober 1890 in Dalry, Dumfries and Galloway) war ein schottischer Altphilologe.

## Leben
Nach der Ausbildung an der Edinburgh Academy und anschließend der Universität Glasgow ging er zum Balliol College, Oxford. Er wurde zum fellow am Oriel College, Oxford, gewählt und nach Assistenzprofessuren an den Universitäten Durham, Glasgow und St Andrews wurde er 1857 zum ordentlichen Professor für Griechisch in St Andrews ernannt. 1863 wurde er zum Professor of Humanity auf die Universität Edinburgh berufen, wo er bis zu seinem Tod blieb. 1864 wurde er zum Mitglied der Royal Society of Edinburgh gewählt.
Sellar galt als einer der brillantesten Altertumswissenschaftler seiner Zeit und war bemerkenswert erfolgreich in seinen Bemühungen, eher den Geist als die Buchstaben der römischen Literatur erstehen zu lassen.

## Schriften
- The Roman Poets of the Republic. Edmonston and Douglas, Edinburgh 1863, (Digitalisat).
- The Roman Poets of the Augustan Age. 2 Bände. Clarendon Press, Oxford 1877–1892; 
  - Band (1): Virgil. 1877, (Digitalisat);
  - Band (2): Horace and the Elegiac Poets. 1892, (Digitalisat).